# 吉野一穂
吉野 一穂（よしの かずほ、1953年11月12日 - ）は、日本の少女小説家。東京都出身。

## 経歴・人物
東京都立江北高等学校を経て、同志社大学神学部を卒業。大学在学中の1976年、集英社主催の第9回「小説ジュニア」青春小説新人賞 (現在のノベル大賞の前身) を受賞し、大学卒業後の翌1977年11月に、受賞作を含む短編集『感情日記』にて、集英社文庫コバルトシリーズよりデビューした。小説作品のほか、1989年6月からは週刊ヤングジャンプで漫画「天使のボディーガード」の原作を担当し、同作を連載した。この作品は単行本になっていない。
釣りが趣味であり、野球では巨人ファンであるという。

## 著作リスト

### 集英社文庫コバルトシリーズ（コバルト文庫）
- 感情日記 (1977年11月)
- 新宿オデッセイ (1978年12月)
- 青春はブルーなシナリオ (1981年5月)
- 青春に悔いあり (1982年9月)
- サラダデイズ・ペーパー : ぼくとわたしのpink体験コレクション (1985年2月)
- ピンクピーチ・ノート : ぼくとわたしのpink体験コレクション2 (1985年11月)
- デザートにはらぶ・みすてりぃ (1986年6月)
- ピンクのモーツァルト : ぼくとわたしのムフフ体験コレクション 1 (1987年9月)
- ピンクのモーツァルト : ぼくとわたしのムフフ体験コレクション 2 (1988年3月)
- シスターズ : リサのダイエットブック (1988年11月)
- シスターズ 2 : リサのプロポーズ大作戦 (1989年8月)
- シスターズ 3 : リサのワイキキフィットネス (1990年6月)

### 集英社スーパーファンタジー文庫
- 兜 (原作/ネルソン・ギディング（英語版） 映画脚本、1991年3月)

### ポプラ社
- 恋して幽霊研究部♡学園七不思議にキャー!? (1992年10月)

## 寄稿
- 小説ジュニア 1976年8月号 (第11巻第8号) (集英社) - 「感情日記」寄稿
- 小説ジュニア 1976年10月号 (第11巻第10号) (集英社) - 「私のミルクボーイ」寄稿
- 小説ジュニア 1976年12月号 (第11巻第12号) (集英社) - 「白聖夜」寄稿
- 小説ジュニア 1977年1月号 (第12巻第1号) (集英社) - 「さらば ひとつの青春」寄稿
- 小説ジュニア 1978年2月号 (第13巻第2号) (集英社) - 「バンザイ!! 万歳倶楽部」寄稿
- 小説ジュニア 1980年3月号 (第15巻第3号) (集英社) - 「男ただいま十七歳」寄稿
- 小説ジュニア 1980年7月号 (第15巻第7号) (集英社) - 「新刊ア・ラ・カルト『知的恋愛の本』富島健夫著」 (正本ノンとの対談) 寄稿
- 小説ジュニア 1981年9月号 (第16巻第9号) (集英社) - 「今月の、この一冊 さまざまな十二の恋の物語 一穂とノンの読後対談『青春前期』富島健夫著」 寄稿
- 小説ジュニア 1981年11月号 (第16巻第11号) (集英社) - 「恋人紹介所始末記」寄稿
- 小説ジュニア 1982年4月号 (第17巻第4号) (集英社) - 「五億円をどうぞ!」寄稿
- コバルト 1984年夏号 (5巻2号)  (集英社、1984年7月) - 「中野島スキャンダル」寄稿
- コバルト 1987年秋号 (6巻4号)  (集英社、1987年10月) - 「ブルマーの季節」寄稿
- Hobby's jump 16（集英社、1988年12月） - 「自家製パーティー大作戦!」掲載
- 週刊ヤングジャンプ 1989年第27号 - 1989年第37号? - 漫画「天使のボディーガード」作画:後藤友彦 連載